# Po di Adria
Il Po di Adria (in greco antico: Ἀδρίας?, Adrías) è stato un ramo del delta del Po che passava per Adria.

## Nome
Il suo nome ci è giunto tramite le opere di antichi geografi greci quali Ecateo, Teopompo e Tolomeo. Ecateo suggerisce che il mare Adriatico e la stessa città di Adria abbiano preso il nome da questo ramo dell'antico delta.
Secondo alcuni storici questo ramo si estinse intorno al I secolo a.C., secondo altri storici potrebbe essere sopravvissuto col nome di fossa Filistina fino all'XI-XII secolo.

## Geografia
Dallo studio dei paleoalvei nell'attuale Polesine si è giunti a identificare il percorso del Po di Adria: il Po proseguiva verso est tra Castelnovo Bariano e Castelmassa, in seguito attraversava gli attuali centri di Ceneselli, Sariano, Trecenta, Bagnolo di Po, Canda, Castelguglielmo, San Bellino, Fratta Polesine, Gognano, Arquà Polesine, Cornè, Grignano Polesine, Borsea, Sant'Apollinare, Ceregnano, Lama Polesine, Pezzoli, Mezzana, Cicese e infine coincideva con il Canalbianco nel tratto che anche oggi attraversa Adria (ossia prima della recente rettifica), fino al mare Adriatico, che era distante pochi chilometri.
All'altezza di Grignano Polesine si diramava verso nord-est un ramo secondario che si dirigeva verso la Laguna di Chioggia: si trattava probabilmente della Filistina; un ramo del Tartaro, probabilmente quello principale, era affluente della rotta dell'Adige di Castagnaro presso quella che oggi viene chiamata la "Conca di Canda"
o Punta Tartaro tra Canda e Castelguglielmo.

## Storia
Tra il XII e il IX secolo a.C., all'altezza dell'odierna Guastalla, il Po si divideva in due rami principali: il Po di Adria era quello settentrionale e aveva una portata maggiore rispetto a quello meridionale, il Po di Spina; alla foce del Po di Adria nacquero i primi insediamenti greci e venetici di Adria (si deve tener presente che all'epoca la linea di costa era molto più arretrata rispetto ad oggi). Lungo questa naturale via navigabile, che risalendo il Mincio arrivava fino al lago di Garda, sorse anche l'insediamento di Frattesina, presso Fratta Polesine,
e diversi siti individuati presso Villamarzana e Arquà Polesine. Dai reperti trovati si presuppone che questa civiltà, anteriore ai Veneti e distinta da quella Villanoviana, avesse contatti con gli Etruschi, la zona del Baltico e l'Antica Grecia, compresa l'Italia meridionale.
Tra il IX e l'VIII secolo a.C. si verificò la "rotta di Sermide" che ebbe importanti conseguenze nell'idrografia della bassa pianura Padana: la separazione dei due rami principali del Po si spostò più a valle, all'altezza di Sermide, ma soprattutto il maggiore dei due divenne il Po di Spina, spostando quindi gli interessi commerciali più a sud; il Po di Adria continuava ad esistere, grazie agli apporti del Mincio e del Tartaro.
Anche per questo, oltre all'affermarsi dei Veneti, tramontò la civiltà di Frattesina.
Fu in questa situazione che fiorirono, nel VI secolo a.C., i porti etruschi di Adria e Spina alle rispettive foci di questi rami del delta. Gli Etruschi si occuparono anche della bonifica idraulica del territorio delle paludi Adriane: scavarono la fossa Messanica, che corrisponde all'odierno Po di Primaro, per scolmare il Po di Spina; scavarono la fossa Filistina, deviando il Tartaro verso nord-est e facendolo sfociare presso l'odierna Pellestrina; scavarono anche i Fossoni, una rete di canali paralleli alla linea di costa, che mettevano in collegamento i porti senza passare per il mare aperto.
Il risultato di queste bonifiche favorì la nascita di insediamenti presso i principali corsi d'acqua, una colonizzazione che procedette dal mare verso l'entroterra del territorio di Adria; fenomeno che invece non si replicò lungo il Po di Spina.
Il Po di Adria era ancora attivo durante l'occupazione siracusana del IV secolo a.C. ad opera di Dionisio I e suo figlio Dionisio II. I Greci si occuparono della manutenzione delle opere idrauliche etrusche, o forse ne scavarono di nuove, per cui si attestarono idronimi di natura greca; probabilmente siceliota (vedi Filistina da Filisto e Messanica da Messina).
Dopo i Greci arrivarono i Celti e infine i Romani; in questo periodo le bonifiche etrusche cominciarono a rivelarsi insufficienti, in particolare a seguito dello sfruttamento più intensivo operato dai Romani che trasformarono molti boschi e paludi in terre coltivabili.
L'idrografia subì un altro duro colpo: Plinio il Vecchio non cita più il Po di Adria; l'Adige aveva subito una rotta ed era confluito nella Filistina e in altri due canali, chiamati il Fossone e la Carbonaria, riducendone notevolmente la capacità di scolo.
Nonostante sia stata notata la presenza del toponimo Carbonara presso Adria, gli storici sono concordi nel ritenere che la Carbonaria scorresse dov'è ora il Po di Goro, quindi più a sud, mentre la Filistina, come abbiamo già visto, scorreva più a nord; Adria era nuovamente circondata da paludi. Il porto di Adria continuava però a funzionare, grazie ai Fossoni e agli altri canali che i Romani continuavano a mantenere.
Dato che Plinio per la sua Naturalis historia si era presumibilmente riferito a un'opera precedente, si può sostenere che il Po di Adria si estinse entro il I secolo a.C.
Alcuni storici pensano che la fossa Filistina di Plinio, che era il ramo più settentrionale del delta del Po, sia in realtà da identificare col Po di Adria; in questo caso in epoca romana si sarebbe estinto solamente l'idronimo, ma il ramo avrebbe continuato ad esistere, nonostante l'importanza e la portata fossero molto più limitate rispetto ai secoli precedenti. La sopravvivenza di questo ramo sarebbe stata garantita dalle acque del Tartaro, anche se la Filistina rimase comunque connessa idraulicamente al Po presumibilmente fino all'XI-XII secolo.